# Кубок Сербии и Черногории по волейболу среди мужчин
Кубок Сербии и Черногории по волейболу — ежегодное соревнование мужских волейбольных команд Сербии и Черногории. Проводился в сезонах 2003—2005, а также в 1992—2002 годах как Кубок Союзной Республики Югославия. 
Наибольшее число побед (период 1992—2005) на счету команды «Войводина» (Нови-Сад) — 8.

## Кубок Союзной Республики Югославия
- 1992 «Войводина» Нови-Сад
- 1993 «Црвена Звезда» Белград
- 1994 «Войводина» Нови-Сад
- 1995 «Войводина» Нови-Сад
- 1996 «Войводина» Нови-Сад
- 1997 «Црвена Звезда» Белград
- 1998 «Войводина» Нови-Сад
- 1999 «Црвена Звезда» Белград
- 2000 «Будучност» Подгорица
- 2001 «Будванска Ривьера» Будва
- 2002 «Будванска Ривьера» Будва

## Кубок Сербии и Черногории
- 2003 «Войводина» Нови-Сад
- 2004 «Войводина» Нови-Сад
- 2005 «Войводина» Нови-Сад

## Титулы
| Клуб                      | Победы | Республика |
| ------------------------- | ------ | ---------- |
| «Войводина» Нови-Сад      | 8      | Сербия     |
| «Црвена Звезда» Белград   | 3      | Сербия     |
| «Будванска Ривьера» Будва | 2      | Черногория |
| «Будучност» Подгорица     | 1      | Черногория |